# Queijadinha

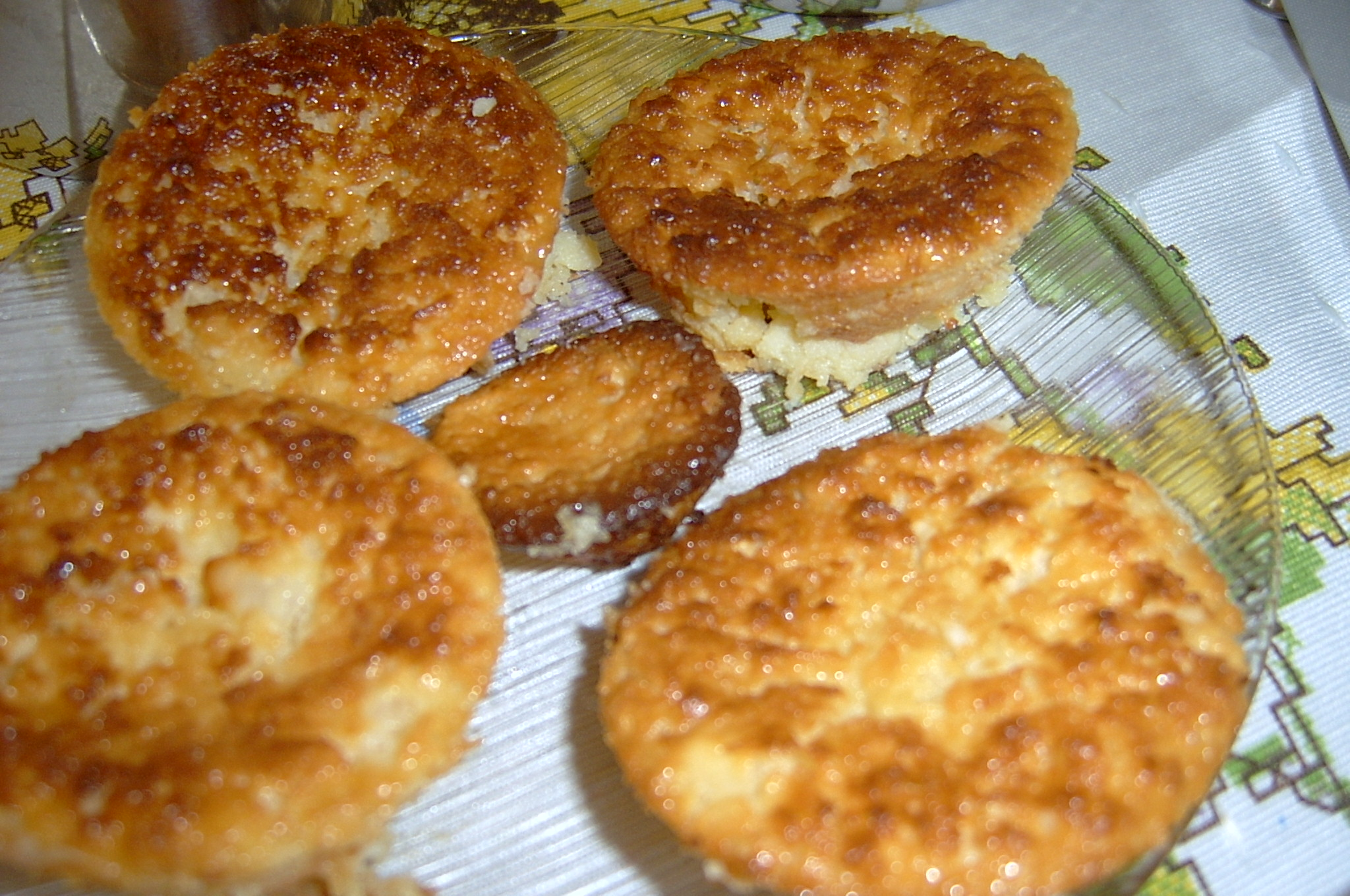
Queijadinha brasileira

Queijadinha é um típico doce brasileiro, oriundo da culinária portuguesa e sua queijada tradicional, e um dos poucos que não têm origem nos conventos das ordens religiosas.
Culinária do Brasil colonial  com influência portuguesa. A receita tradicional da queijadinha, doce típico da região Centro-Oeste de Portugal, é uma mistura de ovos e queijo Serra da Estrela, colocada sobre uma finíssima massa de trigo e levada para assar ao forno em baixa temperatura.
Ajudou na formação do territorio brasileiro por causa do açúcar.
Essa verdadeira lenda da doçaria tradicional brasileira também recebeu influência da cultura dos escravos africanos. Conta a história que foi um escravo quem substituiu o queijo pelo coco, o que torna o doce dono de uma característica muito peculiar: embora o nome sugira o contrário, não há queijo na sua composição. O doce é típico no sudeste brasileiro, onde há maior concentração também da colônia portuguesa.